# Burundukfell

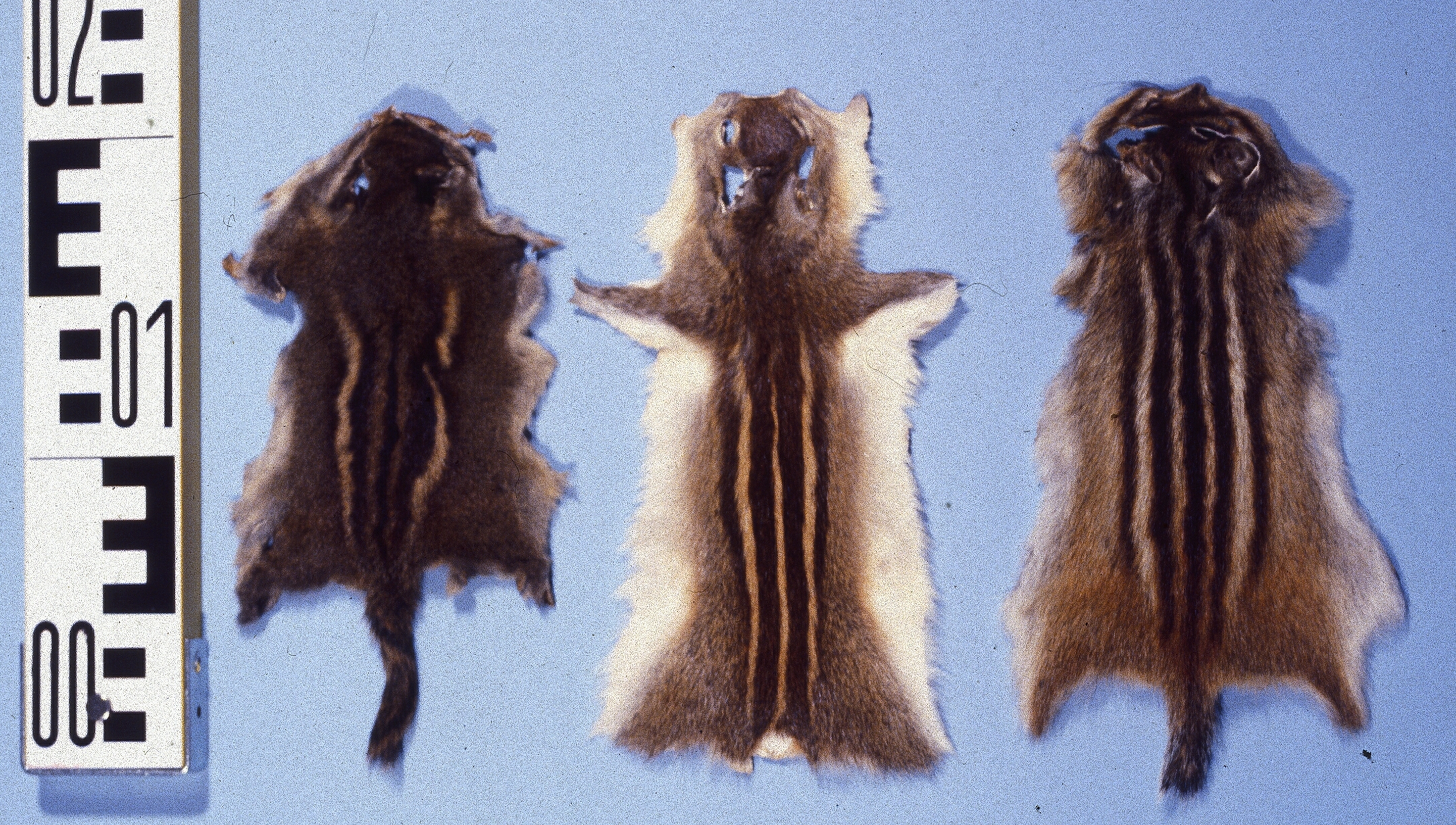
Von links: östlicher Chipmunk, indisches Palmenhörnchen, Burunduk

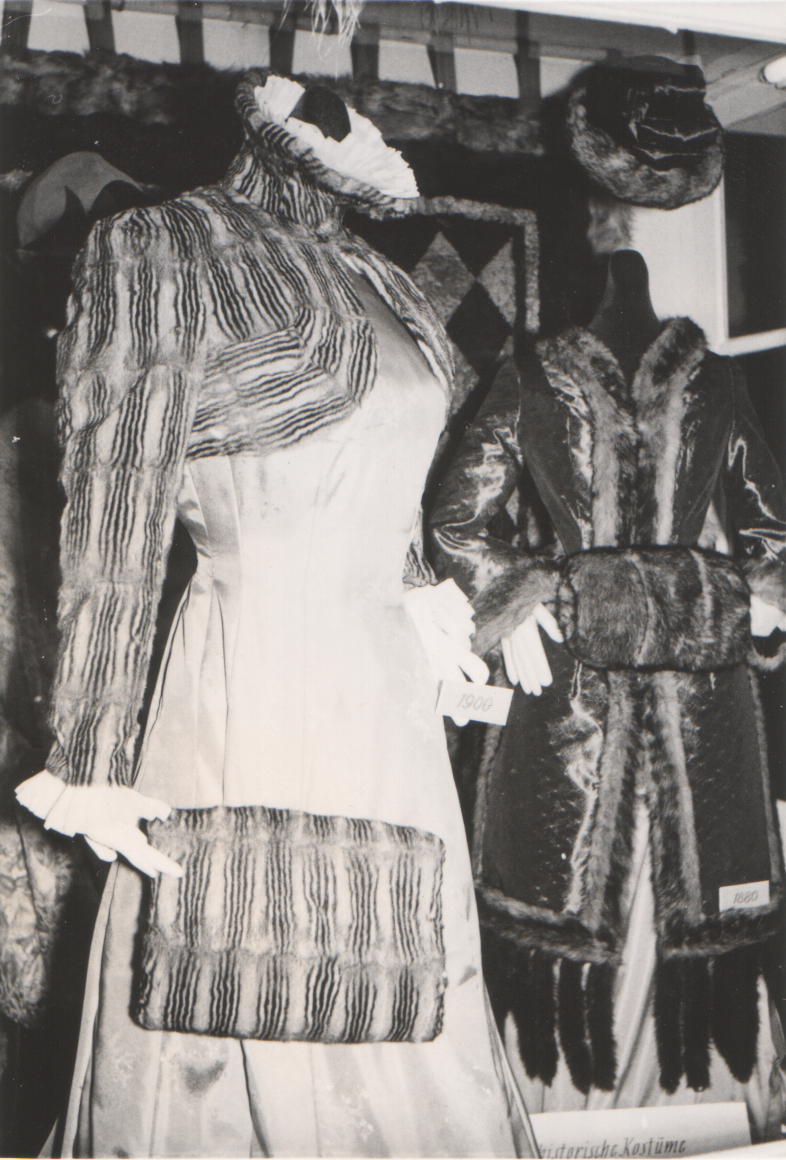
Burunduki-Jäckchen und -Muff (nach einem Original aus der Zeit um 1900)

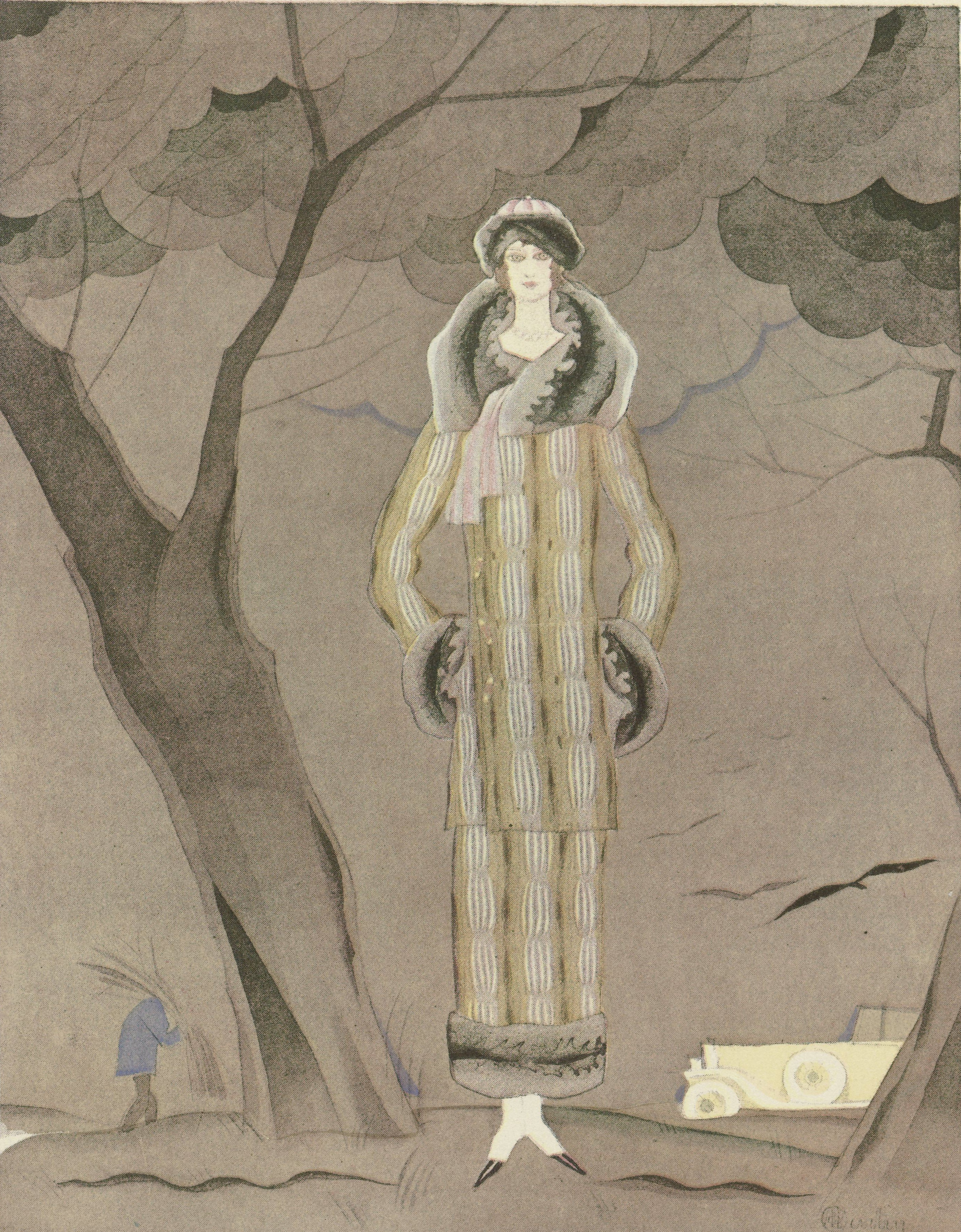
Burunduki-Mantelkostüm mit Besatz einer zweiten Fellart (1924)

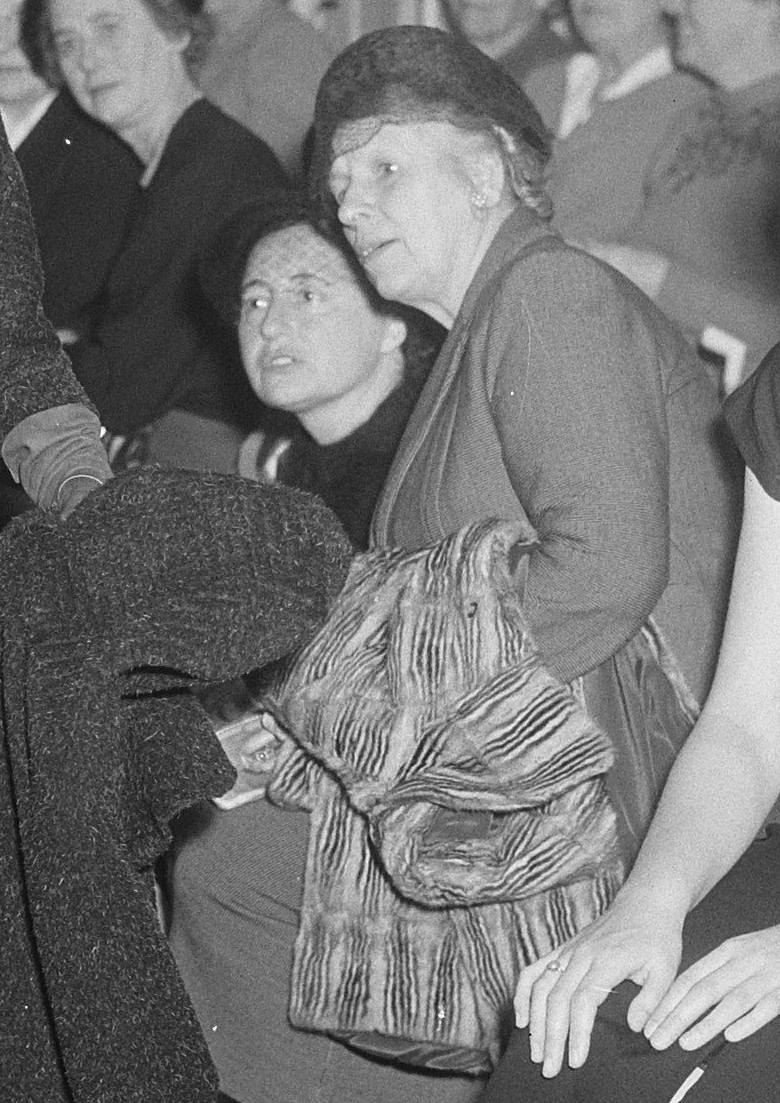
Burunduki-Pelz (1952)

Das asiatische Streifenhörnchen, der Burunduk, Plural Burunduki, gehört zu den kleinsten zu Pelzbekleidung verarbeiteten Tieren.

## Burunduk
Das Burundukfell ist mit etwa 8 bis 16 Zentimeter Länge ähnlich groß wie ein Maulwurffell, hinzu kommt der Schweif mit 6 bis 14 Zentimeter. Die Fellmitte ist grau, mit fünf schwarzen Längsstreifen, von denen der mittlere am längsten ist. Die Zwischenräume zwischen den dunklen Streifen sind gelblich bis weißlich. Der schwächer behaarte Bauch und die Innenseiten der Beine sind gräulichweiß bis gelblichweiß. Die Oberseite des buschigen Schwanzes ist schwärzlich, die Unterseite des Schwanzes gelblich. Von der Nase unter den Augen entlang bis zu den Ohren und auch über dem Auge befindet sich ein weißer Strich. Das kurze, dichte Haar ist sehr fein und liegt an der Haut an. Der vom Rücken her beginnende Haarwechsel findet nur einmal jährlich statt, von Juni bis September.
Wie Brass in seiner ersten Auflage von 1911 schrieb, wurden die Felle der als Getreideschädling bejagten Tiere bis zum Ersten Weltkrieg nicht beachtet, „obgleich sie sehr schöne Futter abgeben würden“. 1925 berichtete er jedoch bereits, „inzwischen hat man dies aber auch in den Kreisen der Pelzindustrie erkannt und Burunduki bilden jetzt einen nicht unbedeutenden Handelsartikel“. Der Leipziger Rauchwarenhändler Arthur Hermsdorf meinte später, dass die Pelzart zuerst in Amerika „aufgestöbert“ wurde, bevor sie auch in Europa Verwendung fand.
Um 1970 kamen aus der Mongolei, bei steigender Tendenz, jährlich 10.000 Felle in die russischen Auktionen. Die Tiere wurden zu der Zeit hauptsächlich geschossen, was einen erheblichen Qualitätsverlust der kleinen Felle bedeutete. Im Jahr 1986 waren es 50.000 Stück, im darauffolgenden Jahr 23.000. Zusammen mit einer allgemeinen Verringerung der angebotenen bzw. nachgefragten Fellarten sind sie jedoch wieder fast ganz vom Markt verschwunden.
Im Handel werden unüblicherweise keine Unterscheidungsmerkmale der Qualitäten gemacht, der russische Standard nennt für Burunduki:
nur ein Herkommen: Sibirier; als Sorte: vollhaarig;  als Fangzeit: Spätherbst.
Um 1930 war noch eine Sortierung in drei Qualitäten üblich. Die „1. Qualität“ war klar in der Farbe, die leicht bläulichen wurden eventuell ebenfalls unter die besten sortiert (manchmal war es nur der Schatten der dunklen Unterwolle, der durch das sehr dünnhaarige Oberhaar hindurchschien). Die „2. Qualität“ war üblicherweise etwas dicker im Fell und hatte ein schieferfarbiges Leder. Die geringste, als „Low Grades“ bezeichnete Qualität war sehr schwach und dünn im Haar und eigentlich wertlos.
Felle aus China sind wesentlich blasser aber sonst von ähnlicher Qualität, sie waren ebenfalls vom Handel gefragt.
Die Felle werden aufgeschnitten, nicht rund abgezogen, angeliefert. Sie kommen üblicherweise als Pelzhalbfabrikat in Tafelform in den Handel, früher auch in der doppelten Breite, als Tafeln rund- und unten zugenäht, als sogenannte „Säcke“.
Der Haltbarkeitskoeffizient für das Burundukfell wurde anhand allgemeiner Erfahrung mit 20 bis 30 Prozent angegeben. Laut einem amerikanischen Kürschnerfachbuch aus dem Jahr 1974 wird eine Umgestaltung eines Pelzteiles aus Burunduki mit ihrem feinen Leder nicht empfohlen. Wenn die Kanten durch den Gebrauch abgetragen sind, sollte man sie besser nicht reparieren, sondern mit einem geeigneten Material paspeln.
In der Regel wurden aus den leichten, durch die Musterung auffälligen Felle jedoch Pelzinnenfutter gearbeitet, gelegentlich auch Pelzaccessoires, vor allem Anfang des 20. Jahrhunderts auch Damenjackets.

## Ähnliche Streifenhörnchen

### Amerikanisches Streifenhörnchen
Das noch farbenfreudigere Fell des amerikanischen Streifenhörnchens, der Chipmunk oder Hackee, wurde von Indianerinnen als Kleiderschmuck benutzt. Es wurde als Getreideschädling zwar kräftig bejagt, im Fellhandel spielte es kaum eine Rolle. Das amerikanische Streifenhörnchen ist in vielen Arten vertreten, allen gemeinsam ist die gelbrötliche Grundfarbe, während die Anzahl und die Farbe der Längsstreifen verschieden sind. Meist sind die Streifen dunkelbraun, bei einzelnen Arten aber schwarz, bei anderen wechseln sie mit gelben Streifen ab.

### Dschungel-Palmenhörnchen
Das Fell des an der Westküste Indiens vorkommenden Dschungel-Palmenhörnchens ist dem Burunduk ebenfalls etwas ähnlich. Es ist gelbbraun mit drei weißen Längsstreifen, die durch dunklere Zwischenstreifen getrennt sind. Die Felllänge beträgt etwa zwölf Zentimeter, der buntfarbige Schweif ist etwa acht Zentimeter lang. Hin und wieder kamen im ersten Drittel des 20. Jahrhunderts kleine Partien in den Handel, obwohl ihnen durch die Bevölkerung eigentlich nicht nachgestellt wurde. Der Rauchwarenhändler Emil Brass erhielt einmal 8000 Stück, „die trotz des dünnen Haares recht hübsche Futter ergaben“.

## Anmerkung
1. ↑  Die angegebenen vergleichenden Werte (Koeffizienten) sind das Ergebnis vergleichender Prüfung durch Kürschner und Rauchwarenhändler in Bezug auf den Grad der offenbaren Abnutzung. Die Zahlen sind nicht eindeutig, zu den subjektiven Beobachtungen der Haltbarkeit in der Praxis kommen in jedem Einzelfall Beeinflussungen durch Pelzzurichtung und Pelzveredlung sowie zahlreiche weitere Faktoren hinzu. Eine genauere Angabe könnte nur auf wissenschaftlicher Grundlage ermittelt werden. Die Einteilung erfolgte in Stufen von jeweils zehn Prozent. Die nach praktischer Erfahrung haltbarsten Fellarten wurden auf 100 Prozent gesetzt.